# Straufhain
Straufhain est une commune allemande de l'arrondissement de Hildburghausen, Land de Thuringe.

## Géographie
La commune comprend les quartiers d'Adelhausen, Eishausen, Linden, Massenhausen, Seidingstadt, Sophienthal, Steinfeld, Stressenhausen et Streufdorf.
| Römhild    | Hildburghausen          | Veilsdorf            |
| Trappstadt | Straufhain              | Bad Rodach           |
|            | Schlechtsart Westhausen | Bad Colberg-Heldburg |

## Histoire
Seidingstadt et Streufdorf sont mentionnés pour la première fois en 799, Eishausen en 837 sous le nom d'Asiseshus, Stressenhausen en 1191, Massenhausen en 1195, Linden en 1300, Adelhausen en 1315 sous le nom d'Atthus, Steinfeld en 1317 et Sophienthal en 1486.
À Streufdorf se trouvent les ruines d'un château-fort.
Au cours de la guerre de Trente Ans, Adelhausen, déjà pillé entre 1552 et 1555 lors de la seconde guerre des margraves, l'est de nouveau pendant l'hiver 1635 par les soldats hongrois et croates de Ludovic Isolani. À Eishausen, en 1648, Albrecht von Wallenstein ne laisse que 13 survivants.
Entre 1615 et 1679, Straufhain est la scène de nombreuses chasses aux sorcières :
- À Streufdorf : 36 personnes subissent des procès de sorcellerie, sur 23 femmes, 15 sont exécutées, sur 13 hommes, cinq le sont, une femme meurt pendant un interrogatoire.
- À Linden, en 1615, quatre femmes subissent un procès, deux sont brûlées.
- À Seidingstadt, en 1616, Albrecht Rüdinger est décapité.
- À Steinfeld, entre 1615 et 1624 une femme est brûlée, une autre est bannie.
- À Stressenhausen, entre 1674 et 1679, une femme est décapitée.

La commune de Straufhain est créée en 1993 de la fusion volontaire des villages.

## Personnalités liées à la commune
- Johannes Leib (1591-1666), médecin et juriste.
- Caspar Schippel (1648-1722), facteur d'orgue.
- Ernest-Frédéric III de Saxe-Hildburghausen (1727-1780), duc de Saxe-Hildburghausen mort au château de Seidingstadt.
- Christiane-Sophie-Charlotte de Brandebourg-Bayreuth (1733-1757), duchesse de Saxe-Hildburghausen mort au château de Seidingstadt.
- Johann Caspar Rüttinger (1761-1830), violoniste et organiste.
- Thérèse de Saxe-Hildburghausen (1792-1854), reine de Bavière né à Seidingstadt.

## Source, notes et références
- (de) Cet article est partiellement ou en totalité issu de l’article de Wikipédia en allemand intitulé « Straufhain » (voir la liste des auteurs).